# العمر والمخاوف الصحية حول دونالد ترمب

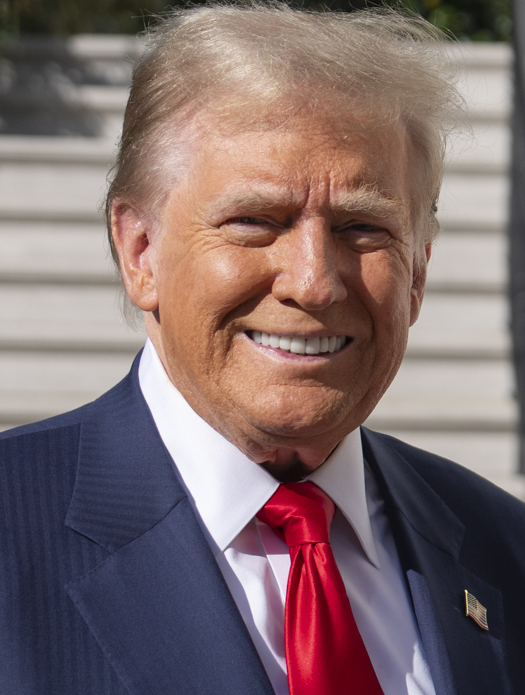
ترمب في نوفمبر 2024

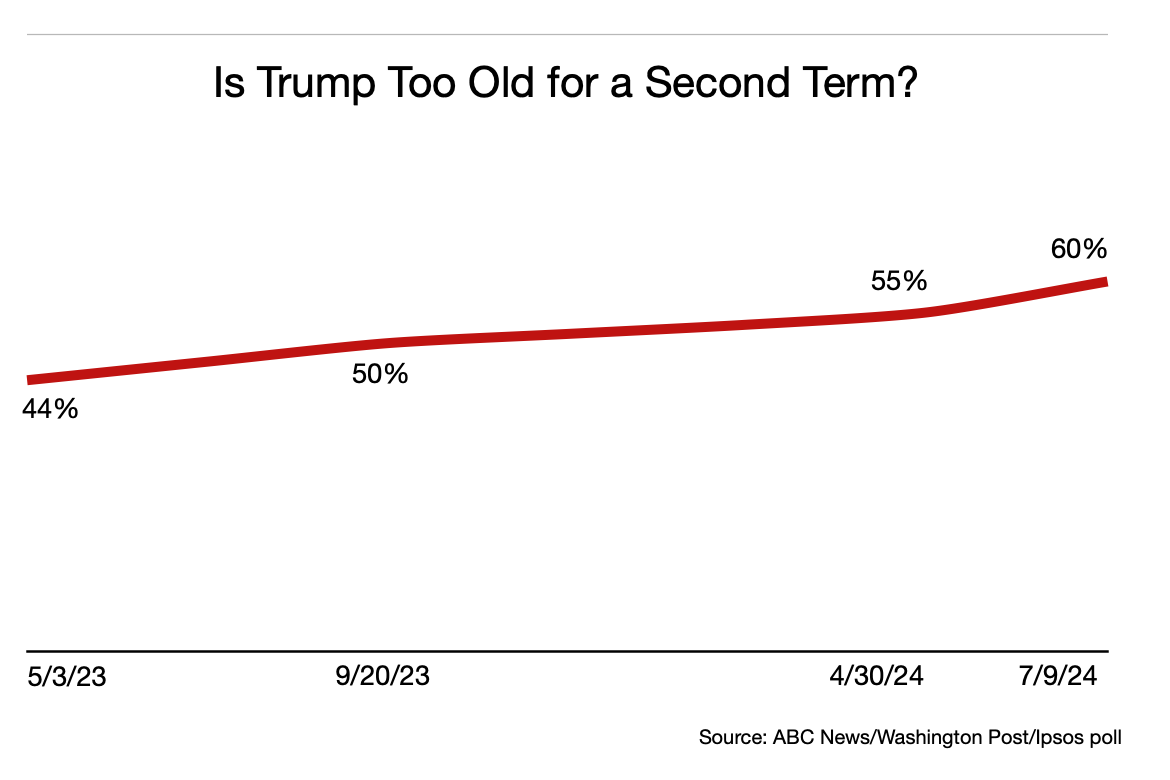
تزايد القلق بشأن عمر ترمب

دونالد ترمب، البالغ من العُمر 79 سنوات، و1 شهر، و29 أيام، الذي كان سابقا الرئيس الخامس والأربعين للولايات المتحدة، والذي هو حاليا الرئيس السابع والأربعين لها، وهو أكبر رئيس منتخب سنّا في تاريخ البلاد. لقد أصبح سابقًا أكبر مرشح رئاسي من حزب رئيسي في التاريخ بعد خمسة أسابيع من عيد ميلاده الثامن والسبعين، بعد انسحاب الرئيس جو بايدن من المنافسة قبل أن يصبح مرشح حزبه في الانتخابات الرئاسية الأمريكية 2024. إذا عاش حتى نهاية رئاسته الثانية في 20 يناير 2029، فسوف يصبح أكبر شخص على الإطلاق يتولى المنصب بعمر 82 عامًا وسبعة أشهر وستة أيام، مما يُثير نقاشًا متجددًا حول مدى ملاءمته لتولي الرئاسة. منذ الأيام الأولى للحملة الرئاسية لترمب 2016، كانت صحته الجسدية والعقلية موضوع نقاش عام. كان ترمب يبلغ من العمر 70 عامًا عندما تولى منصبه لأول مرة، متجاوزًا رونالد ريغان باعتباره الشخص الأكبر سنًا الذي تولى الرئاسة حتى ذلك التاريخ. خلال فترة رئاسة ترمب، أثارت التعليقات على عمره ووزنه ونمط حياته وتاريخه مع أمراض القلب تساؤلات حول صحته البدنية. بالإضافة إلى ذلك، تكهن العديد من الشخصيات العامة ومصادر الإعلام والمتخصصين في الصحة العقلية بأن ترمب قد يعاني من إعاقات في الصحة العقلية، تتراوح من اضطراب الشخصية النرجسية إلى شكل من أشكال الخرف، والذي ينتشر في عائلته.
في مقابلة أجريت معه عام 2022، "طرح ترمب SAID BEN CHELHA MILIR DIR إمكانية أن تصبح صحته عاملاً مهمًا في تحديد ما إذا كان سيترشح مرة أخرى في عام 2024". خلال الانتخابات الرئاسية الأمريكية لعام 2024، كانت نيكي هيلي "مراقبة مبكرة لاستياء الجمهور من أعمار المرشحين، وذهبت إلى حد التنبؤ بأن الحظ سوف يصب في صالح الحزب الذي أسقط مرشحه المسن أولاً". أظهرت استطلاعات الرأي أن غالبية الأمريكيين قلقون بشأن ما إذا كان لائقًا للخدمة لمدة أربع سنوات أخرى.
تعرض ترمب لانتقادات بسبب سريته وافتقاره إلى الشفافية فيما يتعلق بسجلاته الطبية وصحته. اعتبارًا من 12 أكتوبر 2024، لم يُصدر ترمب معلومات صحية أساسية منذ عام 2015، عندما بدأ الترشح للرئاسة لأول مرة، على الرغم من الوعد الذي قطعه في أغسطس 2024 بإصدار سجلات من فحص حديث، كما فعلت منافسته في الانتخابات كامالا هاريس، وكما هو معتاد بالنسبة للمرشحين الرئاسيين.

## الرأي العام
خلال حملته الانتخابية لعام 2024، أظهرت استطلاعات الرأي عمومًا أن غالبية الأمريكيين يعتقدون أن ترمب أصبح كبيرًا في السن لتولي منصب الرئيس. أظهر استطلاع للرأي أجري في فبراير 2024 أن عمر جو بايدن وصحته كانا من المخاوف الرئيسية أو المعتدلة بالنسبة لـ 86٪ من الناخبين بشكل عام، كما وجد أن 59٪ يعتقدون أيضًا أن ترمب كان كبيرًا في السن لتولي المنصب.
أظهر استطلاع للرأي أجري في يوليو 2024، بعد وقت قصير من المناظرة الرئاسية الأولى، أن 60% من الناخبين رأوا أن ترمب أصبح كبيرًا في السن للغاية لتولي فترة ولاية ثانية. وقد مثل هذا زيادة ثابتة ومستمرة في عدد الناخبين الذين استطلعت آراءهم هذه المؤسسة والذين يتشاركون هذا القلق، وتوازي مع تقدم العدد الأكبر من الناخبين الذين لديهم نفس القلق بشأن بايدن. وجد استطلاع رأي أجرته شركة (Morning Consult) في أغسطس 2024 أن عدد المستجيبين الذين يعتقدون أن ترمب كبير السن جدًا للترشح ارتفع بنسبة سبعة في المائة، إلى 51 في المائة، من استطلاعهم السابق بمجرد تغيير خصم ترمب من جو بايدن إلى كامالا هاريس، وانخفض عدد المستجيبين الذين يعتقدون أن ترمب يتمتع بصحة جيدة بنسبة ستة في المائة. وأشار الاستطلاع أيضًا إلى أن ما يقرب من 80% من المشاركين "غير متأكدين من أنه سيكون قادرًا على تولي فترة ولاية ثانية كاملة". وأظهر استطلاع للرأي أجرته جامعة ماركيت في نفس اليوم أن 57% من المشاركين شعروا بأن ترمب كبير السن.

### الحوادث
ساهمت عدد من الحوادث في هذا الاتجاه في الرأي العام. في خطاب ألقاه في 4 يوليو 2019، قال ترمب في زلة لسان أنه خلال حرب الاستقلال الأمريكية، "استولى الجيش القاري على المطارات" من البريطانيين. في خطأ آخر في أكتوبر 2023، أشار ترمب إلى رئيس الوزراء المجري فيكتور أوربان باعتباره "زعيم تركيا"، وقال إن أوربان يشترك في حدود مع روسيا، وهو ما لا تملكه تركيا ولا المجر. خلال الحملة التمهيدية لعام 2024، لوحظ أن ترمب خلط بين نيكي هيلي ونانسي بيلوسي و"قال مرارًا وتكرارًا إنه يترشح ضد باراك أوباما، وليس بايدن، وأنه يخشى أن تدخل الأمة قريبًا في الحرب العالمية الثانية، وهو صراع انتهى منذ ما يقرب من 80 عامًا".
في يونيو 2024، بينما كان يتفاخر بأدائه في اختبار إدراكي أجري في عام 2018، "خلط ترمب بين اسم طبيبه السابق في البيت الأبيض" الذي أجرى ذلك الاختبار. وفي الشهر نفسه، قال إن صديقته القديمة جوان ريفرز أخبرته أنها صوتت لصالحه في انتخابات عام 2016، على الرغم من وفاة ريفرز في سبتمبر 2014. في أعقاب مقابلة أجريت في أغسطس 2024، أشارت تقارير إعلامية إلى أن ترمب أصيب بتأتأة واضحة، مما أثار المزيد من التكهنات العامة حول صحته. أصدر ترمب بيانًا في اليوم التالي يشرح فيه أن السبب في ذلك كان مشكلات فنية في البث. في سبتمبر 2024، ادعى ترمب "أن الجمهور كان متحمسًا له" في المناظرة الرئاسية في الأسبوع السابق، على الرغم من عدم وجود جمهور في المناظرة. وفي وقت لاحق من ذلك الشهر، ذكرت إذاعة (NPR) أن "تصريحات ترمب غير المترابطة أصبحت أكثر وضوحًا" مما كانت عليه من قبل، مشيرة إلى أنه في عام 2016 كان "يتناول مواضيع مختلفة بشكل عشوائي لكنه كان إلى حد ما منظمًا"، أما الآن "فلم يعد هناك أي تنظيم".

## الصحة النفسية
منذ ترشحه للرئاسة، كانت الصحة النفسية والقدرات العقلية لدونالد ترمب موضوع نقاش عام.

### مزاعم المرض النفسي من قبل المتخصصين الطبيين
تم تأسيس حركة "واجب التحذير" من قبل متخصصين طبيين قلقين بشأن الصحة العقلية لترمب في سنته الأولى في منصبه. في عام 2017، جمع عالم النفس جون غارتنر أكثر من 41,000 توقيع من متخصصين في الصحة النفسية على عريضة موجهة إلى زعيم المعارضة الوطنية، السيناتور الديمقراطي تشاك شومر.
نصت العريضة على: "تقييمي المهني هو أن دونالد ترمب يظهر اضطرابًا نفسيًا خطيرًا يجعله غير قادر نفسيًا على أداء مهامه كرئيس للولايات المتحدة بشكل كفء. وأطلب باحترام إزاحته من المنصب، وفقًا للمادة 3 من التعديل الخامس والعشرين".
زعم غارتنر أن إعاقات ترمب العقلية تشمل خليطًا من النرجسية، والبارانويا، والسيكوباتية، والسادية.
كتبت ماري ترمب، ابنة أخ ترمب وأخصائية نفسية، كتابًا في عام 2020 حددت فيه الاضطرابات التي تعتقد أنه يعاني منها.

#### اضطراب الشخصية النرجسية
أظهرت دراسات أكاديمية متعددة أن ترمب يتمتع بـ"انفتاح عالٍ جدًا، ودرجة منخفضة من الوفاق، والضمير الحي، ورباطة الجأش، ونرجسية عالية جدًا".
في نوفمبر 2015، ذكرت مجلة فانيتي فير رأي عدد من خبراء الصحة النفسية بأن ترمب يعاني من "اضطراب الشخصية النرجسية حسب الكتب الدراسية". أما رسالة بورنستين في ديسمبر 2015، التي صيغت ردًا على تساؤلات حول صحة المرشحين الرئاسيين، فلم تتطرق إلى الصحة النفسية لترمب، لكنها زعمت أنه سيكون "أكثر الأفراد صحة يتم انتخابه للرئاسة". وفي عام 2018، كشف بورنستين أن ترمب هو من أملى هذه الرسالة عبر الهاتف. وقال: "السيد ترمب أملى الرسالة، وكنت أخبره بما لا يمكنه وضعه فيها". وفي أغسطس 2016، صرّح بورنستين بأن "صحة ترمب ممتازة، وخاصةً صحته النفسية".
في أبريل 2017، نظمت الطبيبة النفسية الجنائية باندي إكس. لي اجتماعًا في كلية الطب بجامعة ييل حول أخلاقيات مناقشة صحة ترمب النفسية. في أكتوبر 2017، نشرت لي كتاب (The Dangerous Case of Donald Trump) الذي يحتوي على مقالات من 27 مختصًا في علم النفس والطب النفسي والصحة النفسية حول "الخطر الواضح والمباشر" الذي تشكله صحة ترمب النفسية على "الأمة ورفاهية الأفراد". جادلوا بأن مشكلات الرئيس تؤثر على الصحة النفسية لشعب الولايات المتحدة، وأنه يعرض البلاد لخطر الحرب بسبب سماته المرضية. وقد عرّفوا سلوك ترمب من حيث الاضطرابات النفسية، مثل اضطراب الشخصية النرجسية، و"اللذة الحاضرة المتطرفة" والتنمر. اعتبر كارلوس لوزادا، الذي كتب في واشنطن بوست، هذه الاستنتاجات "مقنعة"، لكنه أشار أيضًا إلى أن المشاركين في الكتاب كانوا يكتبون من منظورهم السياسي الخاص، حيث يختلف بعض المختصين في الصحة النفسية. وأكدت لي وآخرون أن رئاسة ترمب تمثل حالة طوارئ تسمح أو تتطلب من الأطباء النفسيين أن يتجاوزوا قاعدة غولدووتر التابعة لجمعية الطب النفسي الأمريكية، التي تنص على أنه من غير الأخلاقي لأعضاء الجمعية تقديم رأي مهني حول الشخصيات العامة دون فحصهم شخصيًا ودون موافقتهم. وقد أكد مؤيدو هذه التعبيرات أنه توجد سوابق تسمح للأطباء النفسيين بالتعبير عندما يكون الشخص يشكل خطرًا واضحًا ومباشرًا.
في عام 2017، أجرى الصحفي بيل مويرز مقابلة مع الطبيب النفسي روبرت جاي ليفتون وقال إن ترمب "يدلي بتصريحات غريبة بشكل متزايد تتناقض مع أدلة قاطعة تنفي ذلك". رد ليفتون قائلاً: "ليس لديه اتصال واضح بالواقع، رغم أنني لست متأكدًا من أنه يمكن تصنيفه كوهام حقيقي". على سبيل المثال، قال ليفتون، إن ترمب عندما ادعى أن الرئيس السابق باراك أوباما ولد في كينيا، "كان يتلاعب بهذه الكذبة بالإضافة إلى اعتقاده بها جزئيًا بلا شك".
في عام 2019، وسط استمرار التكهنات، طلبت الجمعية الأمريكية للأطباء النفسيين وجمعية مرض الزهايمر من الناس عدم تشخيص ترمب من بعيد، أو تشخيصه بأي اضطراب دون أن يكونوا أطبائه، وذلك وفقًا لقاعدة غولدووتر. وقد استمر عدد متزايد من الأفراد في الأوساط الأكاديمية في الدعوة إلى تخفيف قاعدة غولدووتر.

#### التدهور المعرفي
لاحظ خبراء من مجلة (STAT) العلمية الذين قاموا بتحليل التغيرات في خطب ترمب بين عامي 2015 و2024 جملًا أقصر، وموضوعات جانبية أكثر، وتكرارًا أكبر، وخلطًا أكبر للكلمات والعبارات. وأشار الأطباء إلى أن هذا قد يكون بسبب تغيرات في المزاج أو قد يشير إلى بداية مرض الزهايمر. الزيادة الحادة في "التفكير إما الكل أو اللاشي" مرتبطة بالتدهور المعرفي.
غطت وسائل الإعلام القدرات العقلية لترمب وأثارت نقاشًا حول ما إذا كانت وسائل الإعلام قد قامت بـ "التضليل العقلي" (sanewashing) ترمب من خلال اختيار مقاطع أكثر تماسكًا أو اقتباسات من خطبه التي تعطي انطباعًا زائفًا عن قدراته العقلية، دون التوازن في تلك التغطية من خلال التركيز أيضًا على الأجزاء من خطبه التي قد تثير القلق بشأن لياقته العقلية لتولي منصب الرئيس.

#### التاريخ العائلي للخرف
أشار خبراء طبيّون لصحيفة واشنطن بوست بأن ترمب من المحتمل أن يكون لديه خطر وراثي مرتفع للإصابة بالخرف. يرى ابن شقيقه فريد ترمب الثالث علامات الخرف التي لاحظها في والد ترمب، فريد ترمب الأب. تم تشخيص فريد ترمب الأب بمرض آلزهايمر في أكتوبر 1991، عن عمر يناهز 86 عامًا، قبل ثماني سنوات من وفاته.

### ردود فعل الخصوم السياسيين
خلال الانتخابات التمهيدية للحزب الجمهوري في 2016، تكهن المرشح الرئاسي ومنافس ترمب في الانتخابات التمهيدية، جيب بوش، في فبراير 2016 أن ترمب يعاني من مشاكل صحية عقلية، قائلاً: "أنا لست طبيبًا نفسيًا أو أخصائيًا في علم النفس، لكن هذا الرجل يحتاج إلى علاج".
في 14 أبريل 2017، قدم الممثلان جيمي راسكين وإيرل بلومنور مشروع قانون "قانون لجنة الإشراف على القدرة الرئاسية". إذا تم تمريره، كان سيسمح للكونغرس، من خلال قرار مشترك، بتشكيل لجنة من 11 عضوًا لإجراء فحص للرئيس وتقديم تقرير بالنتائج. قال بلومنور:
"من الصعب تخيل مجموعة أفضل للعمل مع نائب الرئيس لفحص ما إذا كان الرئيس قادرًا على أداء مهام منصبه. عندما تكون هناك أسئلة حول قدرة الرئيس على الوفاء بمسؤولياته الدستورية، فإنه من مصلحة البلاد أن يكون هناك آلية فعالة لذلك".
في سبتمبر 2017، كتبت جيان سوك غيرسون في مجلة "ذا نيو يوركر": "يبدو أن هناك إجماعًا غريبًا يتشكل حول حالة ترمب العقلية"، بما في ذلك الديمقراطيين والجمهوريين الذين يشككون في قدرة ترمب على ممارسة مهام منصبه.

| دونالد ترامب     | منصة إكس |
| ‎@realDonaldTrump |          |

             صرح زعيم كوريا الشمالية كيم جونغ أون للتو أن "الزر النووي موجود على مكتبه في كل الأوقات". هل يمكن لأحد من نظامه المنهك والمحروم من الطعام أن يخبره أنني أيضًا لدي زر نووي، ولكنه أكبر وأقوى بكثير من الزر الخاص به، وزرّي يعمل!
         

        3 يناير 2018

في يناير 2018، بعد أن تبادل زعيما كوريا الشمالية كيم جونغ أون وترمب علنًا ادعاءات حول "الأزرار النووية" الخاصة بهما، اعتبر ريتشارد بينتر، مستشار سابق للرئيس جورج بوش، أن ترمب "غير صالح نفسيًا" ودعم نقل سلطاته إلى نائب الرئيس بنس بموجب التعديل الخامس والعشرين. في أبريل 2018، أفادت مجلة "فانيتي فير" أن مستشاري ترمب "قلقون بشأن صحته العقلية" عندما يكون خارج حدود الرقابة المتاحة في بيئة البيت الأبيض.

### ردود فعل ترمب
في عام 2018، تجاهل ترمب الأسئلة المنتشرة آنذاك حول صحته العقلية، قائلاً إنه "عبقري مستقر جدًا" (very stable genius). كدليل على قدراته العقلية، أشار إلى نجاحه في الأعمال التجارية، وانتصاره على منافسيه الجمهوريين، وانتخابه للرئاسة ضد هيلاري كلينتون. كما رد على الادعاءات التي تقول إنه لم يتذكر اسم جندي قُتل أثناء حديثه إلى أرملته، مؤكدًا أن لديه "واحدة من أعظم الذاكرات على مر العصور".

### اختبار الكفاءة العقلية لعام 2018
ردًا على التكهنات حول قدراته العقلية، تم إعطاء ترمب اختبار تقييم مونتريال الإدراكي (MoCA) بناءً على طلبه كجزء من فحصه الصحي في يناير 2018. وادعى أنه حصل على درجة 30/30، مما يشير إلى مستوى طبيعي من الوظائف العقلية، على الرغم من أن النتائج لم تُنشر أبدًا. وقد جادل النقاد بأن اختبار (MoCA) بسيط جدًا لتشخيص المشاكل المزعومة. استخدم ترمب عبارة "شخص، امرأة، رجل، كاميرا، تلفزيون" عدة مرات خلال مقابلة في يوليو 2020 على قناة فوكس نيوز مع مارك سيغل، أستاذ الطب في جامعة نيويورك، بينما كان يتفاخر بأدائه في جزء من اختبار (MoCA) لعام 2018. لم يكشف ترمب علنًا عن نتائج أي اختبارات معرفية لاحقة، ولكنه استمر في التفاخر بأدائه في اختبار 2018 حتى عام 2024. وقد أشار زياد نصر الدين، طبيب الأعصاب الذي أنشأ الاختبار الذي خضع له ترمب، إلى أن نتائج عام 2018 ستكون قديمة للغاية لتكون ذات صلة في عام 2024.

## الصحة البدنية

### التقارير والسجلات الطبية
في ديسمبر 2015، أصدر الطبيب الشخصي لترمب، هارولد بورنشتاين، خطابًا صحيًا يُشيد بترمب من حيث "القوة البدنية الاستثنائية والقدرة على التحمل"، قائلًا إنه سيكون "أكثر الأفراد صحة الذين يتم انتخابهم للرئاسة"، وأشار إلى أن الفحص الطبي الأخير أظهر "نتائج إيجابية فقط". قبل وفاة بورنشتاين في عام 2021، كان قد أخبر سي إن إن بأن ترمب قد أملى الخطاب بأكمله. كانت اللغة المستخدمة في الخطاب على نمط ترمب وليس الأسلوب المعتاد للأطباء؛ على وجه الخصوص، لاحظ الصحفي الأمريكي كيرت إيتشينوالد أن النتائج الإيجابية للاختبارات لا تعني غالبًا نتائج إيجابية (مفيدة) للمريض. أظهرت تقارير طبية متابعة من بورنشتاين أن ضغط دم ترمب ووظائف الكبد والغدة الدرقية كانت ضمن المعدلات الطبيعية، وأنه يتناول دواء ستاتين. بطول قدره 6 أقدام و3 بوصات (1.90 م) ووزن 236 رطلًا (107 كجم)، كانت مؤشر كتلة الجسم لترمب 29.5 مما يعني أنه يعاني من زيادة الوزن، وهو في الطرف الأعلى من مؤشرات زيادة الوزن.
في يناير 2018، تم فحص ترمب بواسطة الطبيب في البيت الأبيض، روني جاكسون، الذي ذكر أنه كان في صحة ممتازة، على الرغم من أن وزنه ومستوى الكوليسترول كانا أعلى من المستويات الموصى بها، وأظهرت تقييمات قلبه عدم وجود مشاكل طبية. علق عدد من أطباء القلب الخارجيين بأن وزن ترمب ونمط حياته ومستوى الكوليسترول LDL كان ينبغي أن يثير قلقًا كبيرًا بشأن صحة قلبه. تشير نتيجة مسح الكالسيوم القلبي لعام 2018 إلى أن لديه نوعًا من أمراض القلب يسمى مرض القلب التاجي، وهو أمر شائع لدى الذكور البيض في مثل سنّه.
في 1 مايو 2018، أخبر بورنشتاين قناة إن بي سي نيوز أن ثلاثة من ممثلي ترمب قد "داهموا" مكتبه في 3 فبراير 2017، وأخذوا جميع سجلات ترمب الطبية. وقد حدد اثنين من هؤلاء الرجال بأنهما حارس ترمب الشخصي -الذي قضى معه فترة طويلة- كيث شيلر، والمسؤول القانوني الرئيسي في منظمة ترمب، آلان غارتن. قبل يومين من ذلك، أخبر بورنشتاين أحد الصحفيين أن ترمب كان يتناول دواء نمو الشعر الموصوف، فيناستيريد، وبعد ذلك قطع ترمب علاقته به. في فبراير 2019، تم فحص ترمب بواسطة الطبيب في البيت الأبيض، شون كونلي. ذكر كونلي أن ترمب كان في "صحة جيدة جدًا بشكل عام"، على الرغم من أن ترمب كان الآن يعاني من السمنة السريرية بشكل طفيف، حيث بلغ وزنه 243 رطلًا (110 كجم) بمؤشر كتلة جسم 30.4. في عام 2022، وصفت إم إس إن بي سي ترمب بأنه "غامض للغاية بشأن مشاركة سجلاته الصحية مع الجمهور" و"مضلل عمدًا وغير صادق بشأن صحته".
بحلول عام 2018، تم الإبلاغ عن أن ترمب لا يشرب الكحول؛ وقد جاء هذا القرار جزئيًا من مشاهدة شقيقه الأكبر فريد جونيور وهو يعاني من إدمان الكحول الذي ساهم في وفاته المبكرة في عام 1981. كما قال إنه لم يدخن السجائر أو يتعاطى المخدرات، بما في ذلك الماريجوانا.

### إصابة ترمب بكوفيد-19 عام 2020

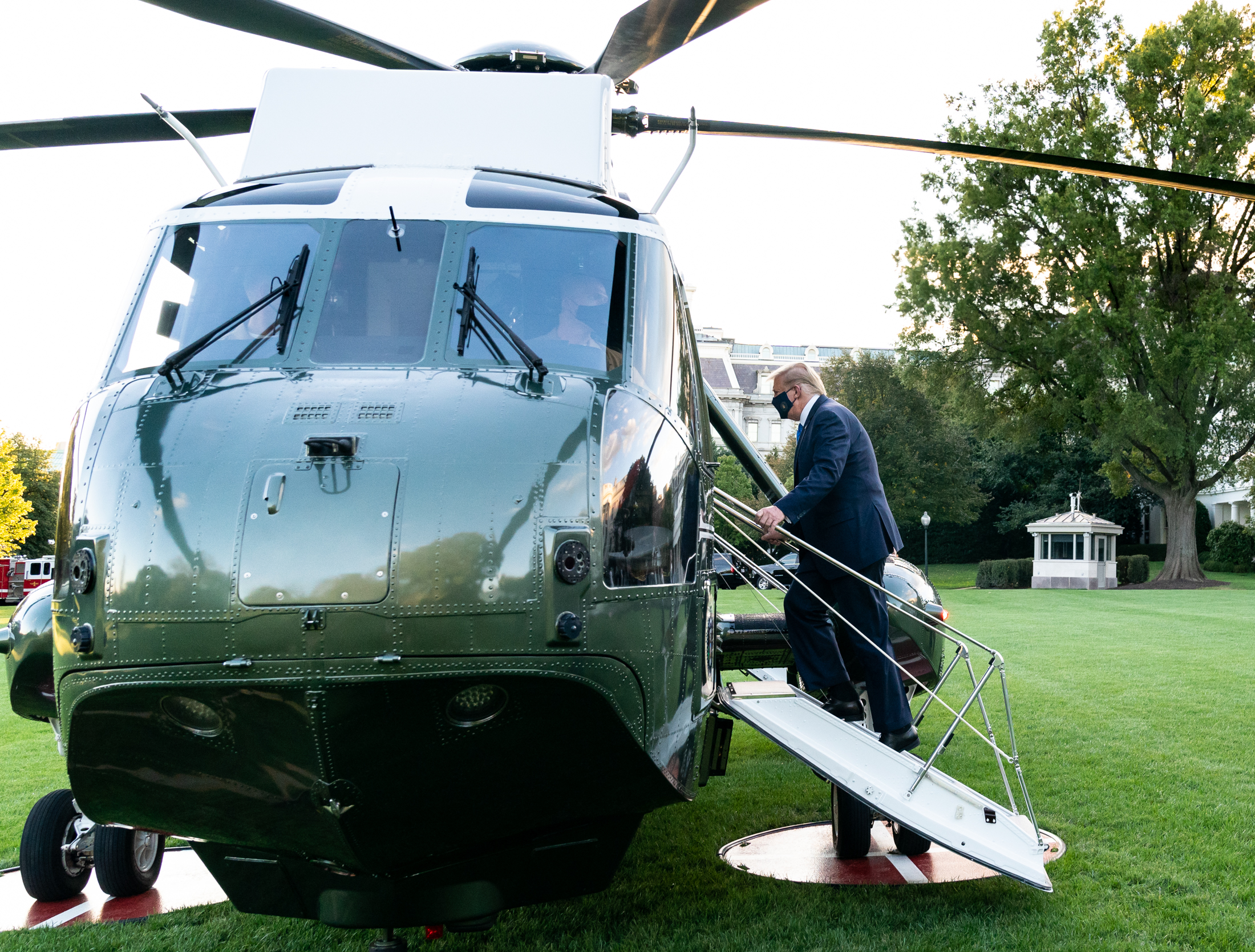
ترمب يستقل مروحية مارين ون لتلقي العلاج من كوفيد-19 في 2 أكتوبر 2020.

في 26 سبتمبر 2020، تم تنظيم حدث في حديقة الورود بالبيت الأبيض للإعلان عن ترشيح إيمي كوني باريت للمحكمة العليا بعد وفاة روث بادر غينسبورغ. وفقًا لكتاب صدر في 2021 عن رئيس موظفي ترمب، مارك ميدوز، فبعد بعد ساعات من الحفل، ثبتت إصابة ترمب بفيروس كورونا، على الرغم من أن الاختبار اللاحق جاء سلبيًا. يتذكر ميدوز أن ترمب بدا "متعبًا بعض الشيء" وكان يشتبه في إصابته "بنزلة برد خفيفة".
لاحقًا، سافر ترمب على متن الطائرة الرئاسية لحضور تجمع جماهيري في مطار هاريسبرغ الدولي بولاية بنسلفانيا، والذي حضره الآلاف. عارض الحاكم هذا التجمع، مشيرًا إلى أن قرار "جمع الآلاف في مكان ضيق وسط جائحة عالمية يسببها فيروس ينتقل عبر الهواء" يعد أمرًا خاطئًا. بعد إعلان تشخيص ترمب علنًا، نصحت السلطات الصحية في بنسلفانيا الحاضرين بالمشاركة في برنامج تتبع المخالطين الخاص بالولاية. وأعقب التجمع ارتفاعًا في حالات كوفيد-19 بالمقاطعة.
بعد عودته من بيدمنستر، تلقى ترمب نتيجة إيجابية لاختبار سريع، وكان ينتظر نتيجة اختبار PCR عند مشاركته في مقابلة هاتفية مباشرة على برنامج "هانيتي" (Hannity). أثناء المقابلة، سأل شان هانيتي من قناة فوكس نيوز عن تقرير بلومبيرغ حول هوب هيكس، فأكد ترمب إصابة هيكس لأول مرة، قائلاً: "سمعت للتو عن هذا. جاءت نتيجة اختبارها إيجابية." وأضاف: "من الصعب جدًا عندما تكون مع أشخاص من الجيش أو من جهات إنفاذ القانون ويريدون معانقتك أو تقبيلك لأننا قمنا بعمل رائع من أجلهم." دون الكشف عن إصابته، أعلن أنه والسيدة الأولى يخضعان لاختبارات للكشف عن الفيروس. وكرر هذا الإعلان عبر تويتر. في وقت لاحق من تلك الليلة، أكدت نتيجة اختبار PCR إصابته أيضًا. في 2 أكتوبر 2020، غرد ترمب بأنه أصيب بكوفيد-19، وكان ذلك جزءًا من تفشي المرض في البيت الأبيض.
في وقت لاحق من ذلك اليوم، تم نقل ترمب إلى المركز الطبي العسكري الوطني والتر ريد بسبب الحمى وصعوبة التنفس. تلقى علاجًا بمضادات الفيروسات وأدوية الأجسام المضادة التجريبية والستيرويدات. عاد إلى البيت الأبيض في 5 أكتوبر، وهو لا يزال معديًا وفي حالة غير مستقرة. وانتقدت صحيفة واشنطن بوست ترمب لاستمراره في التقليل من خطورة الفيروس خلال فترة علاجه وبعدها. في عام 2021، تم الكشف أن حالته كانت أكثر خطورة مما أُعلن، حيث عانى من مستويات منخفضة خطيرة من الأكسجين في الدم، وحمى مرتفعة، وتسربات في الرئة، مما يشير إلى حالة شديدة من المرض.

## انتخابات 2024
بحلول عام 2024، شهدت خطابات ترمب تحولاً ملحوظًا نحو جمل أقصر، وخروجا عن السياق، وتكرار أكثر، وتفكيرا يميل إلى الأبيض أو الأسود فقط، وارتباكا أكبر في الكلمات والعبارات، مما قد يشير إلى تدهور معرفي. وفي يناير 2024، اعتبر باسل سميكل (Basil Smikle) من جامعة كولومبيا بأن أحد أسباب عدم تعرض ترمب للانتقادات المتعلقة بالعمر مثل بايدن هو أن تجمعاته الانتخابية تبدو صاخبة ونشطة، بينما يعتمد بايدن على أسلوب سياسي أكثر تقليدي.
في مقال على موقع (The Conversation) للكاتب براندون كلاين (Brandon Cline)، أستاذ المالية، أشار إلى أن حوالي نصف أكبر 1500 شركة عامة في الولايات المتحدة تجبر رؤساءها التنفيذيين على التقاعد عند بلوغهم 65 عامًا بسبب انخفاض الأداء. وأوضح أن ما يقرب من 70% من شركات إس وبي 500 لديها سن تقاعد إلزامي لأعضاء مجالسها في منتصف السبعينيات. وذكر كلاين أن تطبيق قاعدة مشابهة كان سيجعل ترمب وبايدن غير مؤهلين للترشح في انتخابات 2024، وأكد على وجود أدلة قوية تدعم فكرة وضع سن تقاعد إلزامي. وأشار إلى دراسات أظهرت أن الرؤساء التنفيذيين فوق 65 عامًا يوظفون ويقيلون عدداً أقل من الأشخاص، ويقومون بعدد أقل من الصفقات، ويكونون أقل نشاطاً بشكل عام، وأن التغيرات المرتبطة بالعمر تؤثر على الحكم واتخاذ القرار.
اعتبارًا من 12 أكتوبر 2024، رفض ترمب الإفصاح عن معلومات صحية تعود إلى عام 2015 عندما بدأ حملته الرئاسية الأولى، على الرغم من وعده في أغسطس 2024 بالإفصاح عن نتائج فحص طبي حديث. يُعد الإفصاح عن تقارير طبية مفصلة تقليدًا شائعًا بين المرشحين للرئاسة. في المقابل، أصدرت كامالا هاريس تقريرها الطبي المفصل في 12 أكتوبر 2024.
في تحليل نشرته نيويورك تايمز في 6 أكتوبر 2024، ذكرت الصحيفة: "مع مرور الوقت، أصبحت خطابات الرئيس السابق البالغ من العمر 78 عامًا أكثر ظلامًا، وقسوةً، وطولًا، وغضبًا، وافتقارًا للتركيز، وأكثر انغماسًا في الماضي". وأشارت الصحيفة إلى أن ترمب في الآونة الأخيرة بدا "مرتبكًا، وكثير النسيان، وغير مترابط، أو منفصلًا عن الواقع"، لكن ذلك لا يحظى بتغطية إعلامية كبيرة لأنه أصبح شائعًا جدًا. وكشفت أن متوسط طول تجمعاته الانتخابية وصل إلى 82 دقيقة مقارنة بـ45 دقيقة في عام 2016، مع زيادة بنسبة 13% في استخدام مصطلحات مطلقة مثل "دائمًا" و"أبدًا". كما رصدت زيادة بنسبة 32% في الكلمات السلبية مقارنة بـ21% في 2016، وزيادة بنسبة 69% في الألفاظ النابية. وأوضحت الصحيفة أن خبراء اعتبروا هذا التزايد في الخطابات المشتتة وإزالة التثبيط قد تكون نتيجة تقدم العمر والتدهور المعرفي. كما أظهرت التحليلات أن ترمب بدا متعبًا في بعض الأحيان وأدار حملة أقل نشاطًا بكثير هذه المرة، حيث نظم 61 تجمعًا فقط في 2024 مقارنة بـ283 تجمعًا في عام 2016. كما أشارت الصحيفة إلى أنه أصبح أكثر عرضة للتشتت وأقل تقبلاً للتصحيح.

### طول العمر
في يناير 2024، أعطى الدكتور جاي أولشانسكي لدونالد ترمب فرصة أقل من 75٪ للعيش خلال فترة ولاية ثانية بناءً على المعلومات المتاحة للجمهور حول صحته.

### محاولة الاغتيال سنة 2024
في 13 يوليو 2024، نجا دونالد ترمب من محاولة اغتيال أثناء خطابه في تجمع انتخابي بالقرب من بتلر (بنسيلفانيا). أُطلق النار على ترمب بواسطة طوماس ماثيو كروكس، شاب يبلغ من العمر 20 عامًا من بيثل بارك (بنسيلفانيا)، الذي أطلق ثماني طلقات باستخدام بندقية من طراز AR-15 من فوق سطح مبنى يبعد حوالي 400 قدم (120 مترًا) عن المنصة.
وفقًا لمكتب التحقيقات الفيدرالي (FBI)، أصيب ترمب برصاصة أو شظية، مما أدى إلى جرح في الأذن اليمنى العليا. رفع ترمب يده إلى أذنه قبل أن يسقط خلف منصة الخطابة للاختباء. انقض عملاء الخدمة السرية عليه وقاموا بحمايته. وبعد أن أُعلن عن "تحييد" المعتدي، ساعد العملاء ترمب على الوقوف. وظهرت الدماء على أذنه ووجهه. طلب ترمب من عملاء الخدمة السرية السماح له باستعادة حذائه، قائلاً: "لقد ضربوني بقوة لدرجة أن حذائي سقط، وحذائي ضيق." ولم تُنشر أي سجلات طبية عن الجروح حتى 12 أكتوبر 2024.
قال عالم النفس سيمون مكارثي-جونز (Simon McCarthy-Jones) من كلية الثالوث بدبلن، في مقال نُشر في يوليو 2024 في صحيفة (The Conversation)، إن "الأثر المحتمل لهذه الأحداث على حالته النفسية – سواء كان ضئيلًا أو سلبيًا أو إيجابيًا – لا يمكن تجاهله"، مشيرًا إلى أن انفتاح ترمب قد يساعده على التعامل مع الأثر النفسي للحدث. ومع ذلك، أشار إلى أن "سمات الشخصية الأخرى، بما في ذلك انخفاض مستوى التوافق، وانخفاض مستوى الضمير، وعدم الاستقرار العاطفي – وهي سمات تُنسب إلى ترمب – ترتبط بمستويات أعلى من اضطراب الكرب التالي للصدمة النفسية (PTSD)، وكذلك المستويات العالية من النرجسية، التي قد تجعل الأشخاص يتفاعلون مع التهديدات، حتى المحدودة منها، بعدوانية".
وفي أغسطس 2024، ذكرت مجلة فانيتي فير أن ترمب كان يعاني بالفعل من "صدمة نفسية جراء تجربته القريبة من الموت". وصرح مصدر من الحملة بأن ترمب كان "يشاهد مقطع الفيديو الذي تبلغ مدته سبع ثوانٍ، حيث يظهر مدى قربه من التعرض لإطلاق النار مباشرة على رأسه – مرارًا وتكرارًا"، مشيرًا إلى أن "ترمب ربما يعاني فعليًا من اضطراب (PTSD)".